# 古畑権兵衛
古畑 権兵衛（ふるはた ごんべい 生没年不詳）は、17世紀に長野県塩尻市（旧楢川村）に居住していた運送業者、開拓者。権兵衛峠の名の由来となる。

## 経歴
古畑権兵衛は、塩尻市神谷の集落出身で、ウシを使った物資の輸送（牛方行司）で生計を立てていた。当時の木曽谷は、道路事情が悪く、物資の輸送が困難で、物価（米価）の変動も激しかったことから住民の生活が安定しなかった。地形が厳しいながらも直線距離が短い伊那谷との交通に着目した古畑権兵衛は、両谷の有力者を説得して峠道の改良に着手させることに成功。1696年(元禄9年)には姥神峠、鍋懸峠を越える街道の整備が一段落し、街道名（峠）には功労者である権兵衛の名が冠せられた。街道の完成により、木曽谷と伊那谷の間で米などの物流が活発化、木曽谷の住民の生活も安定した。
まんが日本昔ばなしにも登場した「権兵衛峠」の主人公となったモデルであるとされる。